# Baeckea corynophylla
Baeckea corynophylla là một loài thực vật có hoa trong Họ Đào kim nương. Loài này được (F.Muell.) F.Muell. mô tả khoa học đầu tiên năm 1864.